# Wereldbeker schaatsen 2008/2009 - Wereldbeker 1 - 1500 meter vrouwen
De eerste van 6 wedstrijden voor de wereldbeker schaatsen 1500 meter werd gehouden op 7 november 2008 in Berlijn.

## Uitslag A-divisie
| rang   | schaatser            | tijd    | punten |
| ------ | -------------------- | ------- | ------ |
| Goud   | Kristina Groves      | 1.57,65 | 100    |
| Zilver | Brittany Schussler   | 1.57,74 | 80     |
| Brons  | Shannon Rempel       | 1.58,04 | 70     |
| 4      | Daniela Anschütz     | 1.58,30 | 60     |
| 5      | Martina Sáblíková    | 1.59,28 | 50     |
| 6      | Christine Nesbitt    | 1.59,33 | 45     |
| 7      | Elma de Vries        | 1.59,49 | 40     |
| 8      | Ireen Wüst           | 2.00,05 | 36     |
| 9      | Maki Tabata          | 2.00,22 | 32     |
| 10     | Laurine van Riessen  | 2.00,23 | 28     |
| 11     | Marrit Leenstra      | 2.00,38 | 24     |
| 12     | Masako Hozumi        | 2.00,73 | 21     |
| 13     | Monique Angermüller  | 2.00,91 | 18     |
| 14     | Lucille Opitz        | 2.01,12 | 16     |
| 15     | Jennifer Rodriguez   | 2.01,13 | 14     |
| 16     | Jekaterina Lobysjeva | 2.01,18 | 12     |
| 17     | Clara Hughes         | 2.01,26 | 10     |
| 18     | Katarzyna Wójcicka   | 2.01,68 | 8      |
| 19     | Paulien van Deutekom | 2.01,69 | 6      |
| 20     | Jinjin Xu            | 2.02,12 | 5      |
| 21     | Hiromi Otsu          | 2.03,02 | 4      |
| 22     | Fei Fei Dong         | 2.03,32 | 3      |
| 23     | Yang Gao             | 2.04,81 | 2      |

## Loting
| rit | binnenbaan           | buitenbaan           |
| --- | -------------------- | -------------------- |
| 1   |                      | Yang Gao             |
| 2   | Fei Fei Dong         | Masako Hozumi        |
| 3   | Hiromi Otsu          | Jinjin Xu            |
| 4   | Laurine van Riessen  | Clara Hughes         |
| 5   | Jennifer Rodriguez   | Maki Tabata          |
| 6   | Jekaterina Lobysjeva | Katarzyna Wójcicka   |
| 7   | Lucille Opitz        | Brittany Schussler   |
| 8   | Marrit Leenstra      | Shannon Rempel       |
| 9   | Elma de Vries        | Martina Sáblíková    |
| 10  | Monique Angermüller  | Daniela Anschütz     |
| 11  | Ireen Wüst           | Kristina Groves      |
| 12  | Christine Nesbitt    | Paulien van Deutekom |

## Top 10 B-divisie
| rang | schaatser               | tijd    | punten |
| ---- | ----------------------- | ------- | ------ |
| 1    | Maren Haugli            | 2.01,45 | 25     |
| 2    | Katrin Mattscherodt     | 2.01,67 | 19     |
| 3    | Alla Shabanova          | 2.01,75 | 15     |
| 4    | Lee Ju-Youn             | 2.01,85 | 11     |
| 5    | Noh Seon-Yeong          | 2.01,86 | 8      |
| 6    | Galina Lichatsjova      | 2.02,35 | 6      |
| 7    | Fu Chunyan              | 2.02,76 | 4      |
| 8    | Nancy Swider-Peltz, Jr. | 2.03,93 | 2      |
| 9    | Yuri Obara              | 2.04,05 | 1      |
| 10   | Park Do-Yeong           | 2.05,31 | 0      |

- Volledige Uitslag B-divisie